# Vermiculita

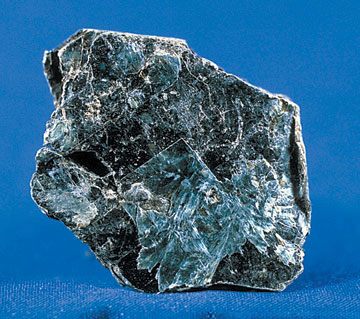
Vermiculita.

A vermiculita ou vermiculite é um mineral formado por hidratação de certos minerais basálticos, com fórmula química (MgFe,Al)3(Al,Si)4O10(OH)2.4H2O.  
Sofre expansão quando lhe é aplicado calor. Possui alta capacidade de troca catiônica e é utilizada comercialmente, principalmente em sua forma expandida na construção civil e na agricultura. Pode ocorrer associada a asbestos, mas não é uma regra. 
A vermiculita é um mineral semelhante à mica, formado essencialmente por silicatos hidratados de alumínio e magnésio. Quando submetida a um aquecimento adequado a água contida entre as suas milhares de lâminas se transforma em vapor fazendo com que as partículas explodam e se transformem em flocos sanfonados. Cada floco expandido aprisiona consigo células de ar inerte, o que confere ao material excepcional capacidade de isolamento.
O produto obtido é ignífugo, inodoro, não irrita a pele nem os pulmões, apresenta baixa condutividade elétrica, é isolante térmico e absorvente acústico; não se decompõe, deteriora ou apodrece; não atrai cupins ou insetos; é somente atacado pelo Ácido Fluorídrico a quente; pode absorver até cinco vezes o seu peso em água, é lubrificante e tem as características necessárias aos materiais filtrantes.
Essas propriedades tornam a Vermiculita expandida um produto de larga aplicação nos seguintes setores:

## Construção Civil
- Isolante térmico como argamassa para lajes (cobertura térmica) e paredes ( reboco térmico);
- Agregado leve para argamassas e concretos;
- Argamassa de contrapiso com a função de isolamento acústico entre pavimentos;
- Proteção de impermeabilização em lajes de cobertura;
- Miolo de divisórias e portas "corta-fogo";
- Câmaras a prova de fogo;
- Forro decorativo e acústico, a prova de fogo.
- Proteção interna dos recuperadores de calor a lenha;
- Isolamento, quando necessário em hottes de lareiras e recuperadores.

## Indústria
- Tijolos e argamassas isolantes;
- Isolante térmico e anti-corrosivo;
- Isolante termico para construção naval;
- Embalagens à prova de choques e fogo;
- Elemento filtrante.

## Agricultura
- Condicionador de solos;
- Veículo e contendor para nutrientes, inseticidas, herbicidas, fungicidas e fumigantes, evitando seu arrasto pela chuva ou irrigação;
- Retentor de água em solos permeáveis (arenosos);
- Isolamento da superfície do solo preparado com sementeiras.

## Cinema
- No filme Phenomena(1985) foi utilizada vermiculita na água e adicionando chocolate líquido e essência de hortelã para criar as larvas.